# كينيث إل. ديكسون
كينيث إل. ديكسون (بالإنجليزية: Kenneth L. Dixon)‏ هو صحفي أمريكي، ولد في 3 أبريل 1915 في كولشستر في الولايات المتحدة، وتوفي في 29 يونيو 1986 في باتون روج في الولايات المتحدة.